# هبوط بالحبل

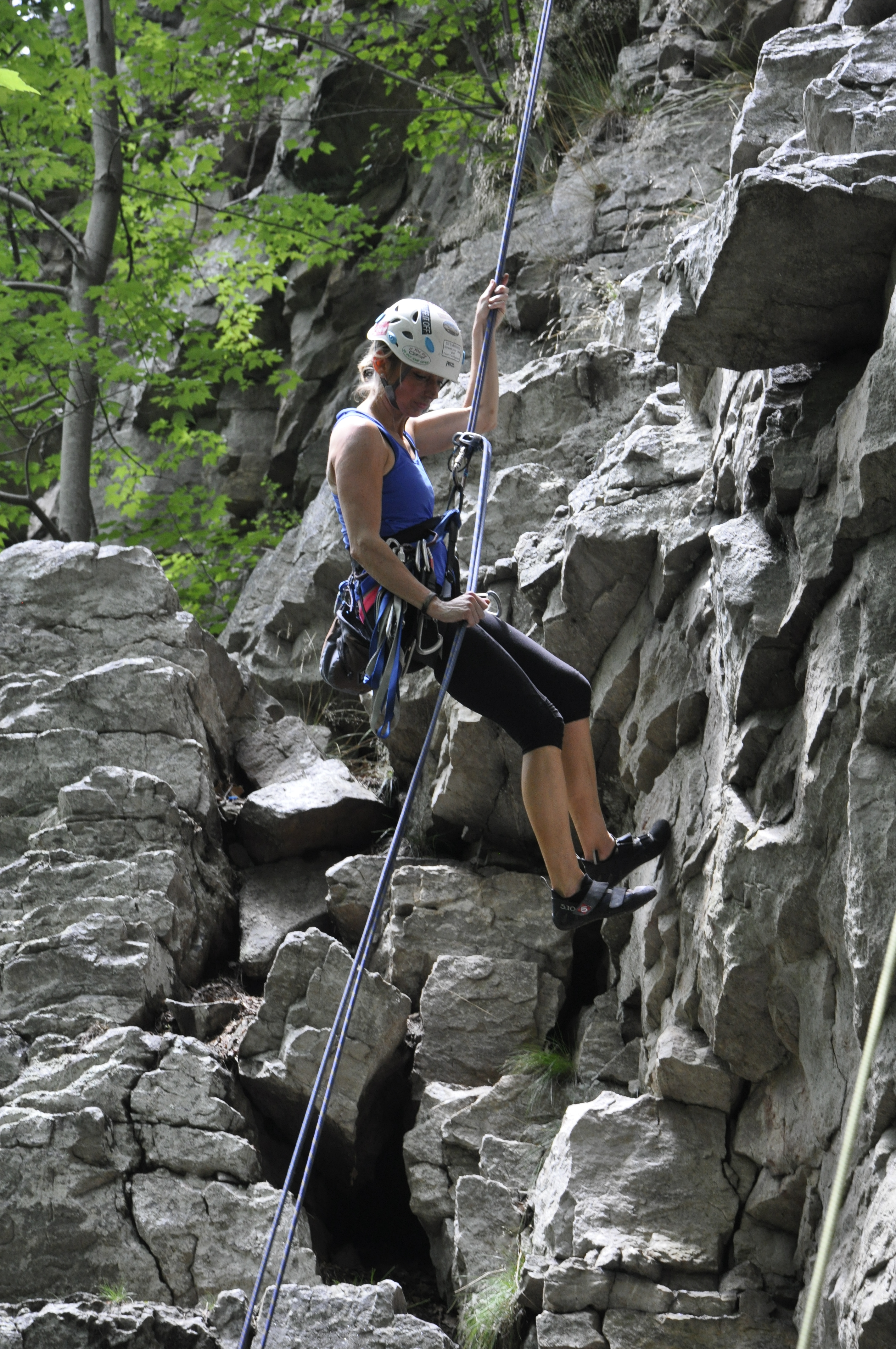
الهبوط بالحبل بجهاز تأمين أنبوبي

الهبوط بالحبل أو التسلق بالحبل هو الهبوط المتحكم فيه لمنحدر شديد الانحدار، مثل سطح صخري، بتحريك الحبل. يتحكم الشخص النازل في حركته بالحبل مثبت أو ساكن.